# Іверія (фема)
Фема Іверія або Іберія (грец. θέμα Ἰβηρίας) — військово-адміністративна одиниця Візантійської імперії (фема), яка розташовувалась на північі Малої Азії (сучасна Туреччина) та південному Кавказі. Отримала назву від старовинного царства Іберія. Утворилася близько 1001 року. Припинила своє існування 1074 року внаслідок захоплення сельджуками.

## Історія
Після смерті Давида III, царя тао-Кларджеті, 1001 року його держава відповідно до укладеної угоди була приєднана до Візантійської імперії (окрім володінь на південь від Тайка — Шавшеті, Джавахеті, Кол, Артаан). Того ж року рішенням імператора Василя II було утворено фему Іверія. До неї було приєднано менші феми (за іншими відомостями архонтіати) — Феодосіополь, Хавачіч, Мардалі і Арді, що існували короткий час. Втім становище її було непевним, оскільки імперія воювала в багатьох регіонах. Тому у 1014 році ці землі було захоплено царем Георгієм I. Лише після його поразки у 1022 році візантійці міцно закріпилися та стали розбудовувати фему Іверія. Також грузинський цар поступився областями Басіані, Шавшеті, Джавахеті, що стали частиною феми.
З самого початку фему розглядали як опору для наступу Візантії на Кавказі. Звідси здіснювалося поступове захоплення вірменських та грузинських земель. Втім невдовзі основним супротивником стала Грузія, з якою війська феми час від часу воювали протягом 20 років. У 1038 році вдалося завдати поразки грузинським військам на чолі з доместіком схол Сходу Костянтином Пафлагоном.
У 1048 році відбувся перший напад сельджуків на чолі з Ібрагімом Іналом на Іверію. У битві при Капетроном візантійці здобули перемогу, проте не зуміли завадити сельджуками забрати награбоване. З початку 1050-х років військо феми щорічно вимушено було відбивати напади сельджуків, що погано вплинуло на внутрішній стан — почалися заворушення містян та знаті.
Постійні війни та конфлікти з вірменами та грузинськими царями послаблювали оборону провінції. Втім найбільшої шкоди завдало рішення імператора Костянтина IX скоритити військо на 50 тис., значна частина яких розташовувалася в Іверії. В результаті територія дуки і катепанаи не мали змоги протидіяти ворогові, феми Іверія почала скорочуватися. До 1070 року вона складалася лише з Південного Тао, Карської області та Каріна.
Після поразки візантійців у битві біля Манцикерту 1071 року становище феми стало критичним. До 1074 року її було захоплено грузинами і сельджуками.

## Адміністрація
Спочатку до феми входили області Південне Тао, Байок, Карін, Халдей-Арич, Мардан, Харк, Апахунік і Манцікерт. У 1045 році до них додалися землі Анійського царства. До 1050 року складовою частиною Іверія стала область Кларджія. 1065 року до феми приєднано колишнє Карське царство. Адміністративним центром було місто Феодосіополь, але вже з 1020-х років сним стає місто Олті, а з 1045 року — Ані, з 1064 року — знову Феодосіополь.
На чолі стояв дука, а з 1025 року — звичним стало призначення катепана з титулом патрикія, або навіть магістр чи веста. Часто очільники мали ранг проедра. Йому підпорядковувалося 5 тис.в ояків. Потужні фортеці розташовувалися в Олті, Ані, Карсі, Феодосіополі та Манцикерті.

## Відомі очільники
- Барда (1001—1010)
- Роман Далассен (1021—1022)
- Феофілакт Далассен (1023—1025)
- Микита Пісідійський (1026—1028)
- Михайло Іасіт (1038—1045).
- Катакалон Кекавмен (1045—1047)
- Іоанн Каравітсіот (1047—1055)
- Аарон Болгарин (1055—1057).
- Іоанн Монастіріот (1057—1059)
- Баграт Вхкаці (1059—1064)
- Флор Василакі (1064—1071).
- Григорій Пакуріан (1071—1074)